# یواس‌اس وگوگسانگ (دی‌دی-۸۶۲)
یواس‌اس وگوگسانگ (دی‌دی-۸۶۲) (به انگلیسی: USS Vogelgesang (DD-862)) یک کشتی است که طول آن ۳۹۰ فوت ۶ اینچ (۱۱۹٫۰۲ متر) می‌باشد. این کشتی در سال ۱۹۴۵ ساخته شد.